# Poiocera bimacula
Poiocera bimacula är en insektsart som beskrevs av Walker 1851. Poiocera bimacula ingår i släktet Poiocera och familjen lyktstritar. Inga underarter finns listade i Catalogue of Life.